# Францковяк, Эрвин
Эрвин Францковяк (нем. Erwin Franzkowiak; 29 ноября 1894, Шёнеберг — 19 марта 1984) — немецкий хоккеист на траве, полевой игрок. Бронзовый призёр летних Олимпийских игр 1928 года.

## Биография
Эрвин Францковяк родился 20 ноября 1894 года.
Играл в хоккей на траве за «Берлинер-92».
В 1928 году вошёл в состав сборной Германии по хоккею на траве на летних Олимпийских играх в Амстердаме и завоевал бронзовую медаль. Играл на позиции защитника, провёл 1 матч, мячей не забивал.
В 1925—1928 годах провёл 4 матча за сборную Германии.
Умер 19 марта 1984 года.